# Ружное
Ружное — село в Карачевском районе Брянской области в составе Ревенского сельского поселения.

## География
Находится в восточной части Брянской области на расстоянии приблизительно 21 км по прямой на юго-запад от районного центра города Карачев.

## История
Упоминалось со второй половины XVII века как село, владение Карачевского Воскресенского монастыря. В 1745 году упоминалось с двумя церквями (ветхая Казанская и но¬вая — Афанасия и Кирилла, в 1885 сгорела). В 1870—1878 была построена новая каменная Казанская церковь (взорвана в 1943). В середине XX века работали колхозы «Красный партизан» и «Крутое». В 1866 году здесь (казенное село Карачевского уезда Орловской губернии) было учтено 119 дворов.

## Население
Численность населения: 1089 человек (1866 год), 234 человека в 2002 году (русские 100 %), 207 в 2010.